# 마하마트 데비 이트노
마하마트 이븐 이드리스 데비 이트노(محمود بن إدريس ديبي إتنو)는 차드의 대통령이다. 전임 대통령 이드리스 데비의 아들이다. 군인 시절에 소장이었다. 2025년 차드 대통령궁 공격 사건 당시 대통령 궁 안에 있었다.

## 역대 선거 결과
| 선거명      | 직책명        | 대수 | 정당         | 득표율 | 득표수      | 결과 | 당락 |
| ----------- | ------------- | ---- | ------------ | ------ | ----------- | ---- | ---- |
| 2024년 선거 | 차드의 대통령 | 7대  | 애국구제운동 | 61.00% | 3,777,279표 | 1위  |      |